# جيفري كومينغ
جيفري جون كومنغ (9 سبتمبر 1917 - 24 مارس 1988) كان ليتورجي إنجليزي، وقسيس في كنيسة إنجلترا، ومؤرخ موسيقي. بعد أن أصيب إصابة دائمة خلال خدمته في الجيش البريطاني قبل معركة آرنم، رُسِم كاهنًا. ألّف وحرر العديد من النصوص غير الخيالية حول الموسيقى والمسيحية.
خلال الحرب العالمية الثانية وبعدها، تعاون كومينغ مع فرانسيس إف. كلوف في تجميع موسوعة الموسيقى المسجلة العالمية، وهي قائمة تسجيلات نُشرت لأول مرة عام 1952. أما في مجال الطقوس المسيحية، فقد تضمّنت أعمال كومينغ كتاب دورهام عن طقوس جون كوزين المقترحة في القرن السابع عشر، وكتاب "تاريخ الطقوس الأنجليكانية". كما تضمّنت أعماله في مجال الطقوس المسيحية المبكرة تعاونًا مع رونالد جاسبر، ونصًا نُشر بعد وفاته عن طقوس القديس مرقس.
قدّم كومينغ المشورة للجان كنيسة إنجلترا المُكلّفة بإعداد نصوص طقسية جديدة، والتي أنتجت سلسلة "الخدمة البديلة"، و "كتاب الخدمة البديلة"، و "العبادة المشتركة". كما عمل سكرتيرًا تحريريًا لنادي ألكوين، ونائبًا لمدير كلية سانت جون، دورهام، وعضوًا في هيئة التدريس بكلية ريبون كاديسدون وكلية اللاهوت الكنسية في المحيط الهادئ.
وقت مبكر من الحياة
وُلِد جيفري جون كومينغ في جيلستون، هيرتفوردشاير، في 9 سبتمبر 1917. التحق بكلية إيتون، ثم بكلية أورييل في جامعة أكسفورد. حصل كومينغ في النهاية على ثلاث درجات علمية من أكسفورد. وصفه زميله في الدراسة، هنري تشادويك، بأنه "هادئ ومحب للقراءة"، وأظهر حماسًا متباينًا تجاه الموسيقى.
بصفته عضوًا في فيلق غير المقاتلين بالجيش البريطاني خلال الحرب العالمية الثانية - حيث كان في البداية في وحدة إبطال القنابل ثم في وحدة إسعاف المظلات - شارك كومينغ في إسقاط بالمظلات قبل معركة أرنهيم عام 1944، مما أدى إلى إصابة في الساق وإصابة مؤلمة في الظهر مدى الحياة. اقترح تشادويك أن إصابة الظهر هذه ربما ساهمت في تحفظه وتعاطفه مع معاناة الآخرين. تدرب كومينغ في ويستكوت هاوس، كامبريدج، قبل أن يتم رسامته كاهنًا في كنيسة إنجلترا، حيث عمل كقسيس.
حياة مهنية

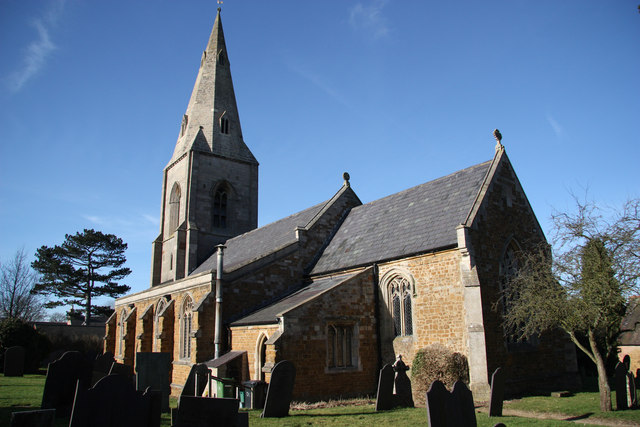
أصبح كومينغ قسيسًا لكنيسة بيلسدون (الصورة) في عام 1955.

كان كومينغ قسيسًا لمدة أربع سنوات قبل تعيينه نائبًا لمدير كلية سانت جون بجامعة دورهام. وفي وقت لاحق، أصبح كومينغ قسيسًا في بيلسدون عام 1955. وكان قسيسًا في سانت ماري في هامبرستون من عام 1963 حتى عام 1974. وعُيّن قسيسًا فخريًا في كاتدرائية ليستر عام 1965 قبل أن يشغل منصب عالم اللاهوت القانوني للكاتدرائية من عام 1971 حتى عام 1980. كان كومينغ أحد المحاضرين القلائل في الطقوس الدينية المتبقين في إنجلترا عندما تقاعد من محاضراته في كلية كينجز لندن. تبع ذلك عمله في هيئة التدريس بكلية ريبون كاديسدون. ثم أمضى ثلاثة فصول دراسية متتالية يُدرّس في مدرسة اللاهوت الكنسية في المحيط الهادئ، وهي جزء من اتحاد الدراسات اللاهوتية العليا. كتب دونالد جراي عام 1982 أن كومينغ وازن بين مساعيه العلمية وعمله كقس أنجليكاني، قائلاً: "لم يُنجز جيفري كومينغ جلّ أعماله الليتورجية والتاريخية في أجواء أكاديمية، بل كان ذلك من خلال طرقات متكررة على باب القسيس".
قبل وأثناء الحرب العالمية الثانية، قام كومينغ بفهرسة تسجيلات موسيقية جديدة. بالتعاون مع فرانسيس إف. كلوف، أجرى كومينغ أبحاثًا على التسجيلات بينما قام كلوف بفهرسة النتائج، وكتابة ملاحظات في نسخة من ديسكوغرافيا عام 1936 موسوعة متجر الغراموفون للموسيقى المسجلة بقلم روبرت دونالدسون داريل. استمر عملهما الممول ذاتيًا حتى عام 1950. مع كلوف، حرر كومينغ موسوعة العالم للموسيقى المسجلة، والتي نُشرت عام 1952. وقد وصف مؤرخ الموسيقى هارولد سي. شونبيرج نصهما بأنه "ضخم". أشار فالنتين بريتن، أمين مكتبة الغراموفون التابعة لهيئة الإذاعة البريطانية، إلى عمل كلوف وكومينغ في عام 1956 بأنه "الكتاب المقدس" للمكتبة، مشيرًا إلى أنه "موثوق،  وتمكين المرء من إجراء فحص فوري وحاسم عادةً للتسجيلات المحذوفة أو الموجودة". انتقد ريتشارد إس. هيل عنوان الكتاب في مراجعة لملحقه الثالث (الذي نُشر مع إي إيه هيوز وأنجيلا نوبل في عام 1957) بسبب "عنوانه غير الدقيق بشكل صارخ"، قائلاً إنه ليس "موسوعة" بل "قائمة تسجيلات" لا تقدم سوى تغطية للموسيقى من العالم الغربي، على الرغم من أن هيل أضاف أنه "بمجرد تجاوز العنوان، يتبخر حزني، ويبدو كل شيء يستحق الثناء".
في عام 1961، حرر كومينغ طبعة من كتاب دورهام. وهو كتاب صلاة مشترك مُعلق أنشأه جون كوزين مع ويليام سانكروفت، وقد فشلت النسخة الأصلية من كتاب دورهام إلى حد كبير في التأثير على عملية المراجعة التي أنتجت كتاب الصلاة لعام 1662. نشرت جامعة دورهام النسخة المحررة لكومينغ وأبحاثه، وقد تمت مراجعتها بشكل إيجابي في مجلة الدراسات اللاهوتية والمجلة التاريخية للكنيسة الأسقفية البروتستانتية. في عام 1962، حصل كومينغ على درجة الدكتوراه من جامعة أكسفورد عن العمل، الذي قال عنه هنري تشادويك "بالنسبة لتاريخ كتاب الصلاة المشترك في القرن السابع عشر، لا يوجد عمل أكثر كاردينالًا". من عام 1965 إلى عام 1972، حرر كومينغ لمجلة دراسات في تاريخ الكنيسة.
كتب كومينغ كتاب تاريخ الطقوس الأنجليكانية، الذي نشرته دار ماكميلان لأول مرة عام 1969. قارنه سي دبليو دوغمور وكولين بوكانان ومراجعون آخرون بتاريخ كتاب فرانسيس بروكتر لعام 1855 بعنوان تاريخ كتاب الصلاة المشتركة ومراجعة والتر فرير لكتاب بروكتر عام 1901 (المعروف باسم "بروكتر وفرير"). أشاد دوغمور بتاريخ الطقوس الأنجليكانية ووصفه بأنه "سرد موثوق وسهل القراءة" و"ملحق رائع" لكل من "بروكتر وفرير" وكتاب فرانك إدوارد برايتمان " الطقوس الإنجليزية ". انتقد بوكانان، في مراجعة الطبعة الأولى، بعض "التفاصيل الدقيقة" لكنه وصفها بأنها "نموذج للمنح الدراسية التاريخية والأصلية في كثير من الأحيان". أشار بوكانان لاحقًا بشكل إيجابي إلى الطبعة الثانية من الكتاب، التي نُشرت عام 1982، كمورد تاريخي بارز. تضمنت هذه الطبعة الثانية تفاصيل عن الطقوس الأنجليكانية حتى عام 1980، بما في ذلك كتاب الخدمة البديلة الذي لعب كومينج دورًا في إنتاجه.
قام كومينغ بتحرير مجلدات أخرى عن الطقوس المسيحية المبكرة. مع رونالد جاسبر، ألف كومينغ كتاب صلوات القربان المقدس المبكرة والإصلاحية، والذي نُشر عام 1975 وأصبح كتابًا مدرسيًا في دورات تاريخ القربان المقدس؛ صدرت طبعة جديدة حررها بول إف برادشو وماكسويل إي جونسون عام 2019. نُشرت دراسة عن طقوس القديس مرقس كتبها كومينغ بعد وفاته عام 1990 في سلسلة أورينتاليا كريستيانا أناليكتا التابعة للمعهد البابوي الشرقي. معتقدًا أن هناك فجوة في الدراسات الليتورجية فيما يتعلق بالممارسات الليتورجية المسيحية المصرية، تحدى كومينغ استنتاج برايتمان وتشارلز أنتوني سوانسون بشأن أي مخطوطة كانت أفضل تمثيل للطقوس الليتورجية في الإسكندرية. قام برايان د. سبينكس بمراجعة الكتاب بشكل إيجابي لمجلة الدراسات اللاهوتية، حيث أشاد بكينيث ستيفنسون في دفع نص كومينج خلال عملية التحرير.
المراجعة الليتورجية

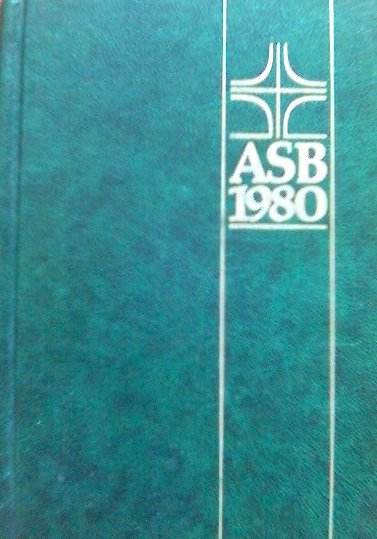
كان عمل كومينغ في اللجنة الليتورجية يتضمن إعداد كتاب الخدمة البديلة (الغلاف في الصورة).

في عام 1965، بينما كان قسيسًا في همبرستون، عين كومينج في اللجنة الليتورجية لكنيسة إنجلترا لخبرته كمؤرخ لكتاب الصلاة المشتركة. في هذا الدور، عمل كومينغ على سلسلة الخدمة البديلة والنصوص الليتورجية الحديثة. كان كومينغ واحدًا من خمسة أشخاص مسؤولين عن تحرير كتاب الخدمة البديلة، وهو أول نص طقسي يُسمح باستخدامه جنبًا إلى جنب مع كتاب الصلاة المشتركة في كنيسة إنجلترا منذ قانون التوحيد الأول في عام 1549.كما عمل كمستشار للجنة الليتورجية في الفترة من 1981 إلى 1986 والتي أدت في النهاية إلى نشر العبادة المشتركة.
أعرب كومينغ عن أن صلاة التناول في كتاب الصلاة لعام 1662"طمس وخلط" أفعال يسوع في العشاء الأخير، وتجاهل قيامته، وافتقرت إلى إشارة جوهرية إلى الروح القدس والعهد القديم، واستخدمت لغة قديمة. كما اهتم كومينغ بتكييف الموسيقى الليتورجية مع الطقوس الجديدة. وأعرب عن اعتقاده بأن طقوس السلسلة الثانية قد استوعبت الإعدادات الموسيقية السابقة من جون ميربيك في القرن السادس عشر إلى مارتن شو في القرن العشرين، لكنه وجد أن طقوس السلسلة الثالثة قدمت للموسيقيين "مجموعة نصوص جديدة تمامًا". وقد انتقد مؤرخ موسيقى الكنيسة مارتن توماس كومينغ، "المدافع عن الطقوس الجديدة"، لفشله في توصيل أساس المراجعات، وهو أمر "يدل على فشل أوسع في التواصل بين العلماء المنخرطين في المراجعة ورجال الدين الذين عملوا على المادة الجديدة".
في العدد الصادر في أكتوبر 1966 من مجلة اللاهوت، كتب كومينغ دراسة تدافع عن عبارة "نقدم هذا الخبز والكأس" ضمن طقوس القربان المقدس. وفي هذا الدور، عمل كومينغ على سلسلة الخدمة البديلة - وهي سلسلة من الطقوس التي تعكس الدراسات الليتورجية التي وضعتها اللجنة - والنصوص الليتورجية الحديثة. كانت هذه واحدة من أربع دراسات كُتبت لهذا العدد، أيدت ثلاث منها العبارة. ردّت الدراسات على انتقاد عضو اللجنة الليتورجية الإنجيلية، بوكانان، للعبارة باعتبارها كاثوليكية للغاية في كتيبه "خدمة المناولة الجديدة - أسباب المعارضة". ركّزت دراسة كومينغ على لاهوت القربان المقدس الأنجليكاني في القرنين السادس عشر والسابع عشر لإثبات أن تقديم العناصر المقدسة فُسّر منذ زمن طويل بطريقة تذكارية. في النهاية، ولضمان إقرارها في المؤتمر الليتورجي، اقترح جاسبر الصيغة المنقّحة لعبارة "بهذا الخبز والكأس نخلّد ذكرى آلامه الخلاصية"، والتي أقرّها مجلس الأساقفة ونُشرت لمكتب المناولة في السلسلة الثانية.
كان كومينغ من بين أوائل الأشخاص الذين تمت "اختيارهم" من قبل لجنة طقسية جديدة لكنيسة إنجلترا في عام 1981. في عام 1982، وبالتزامن مع الذكرى الخامسة والستين لميلاد كومينغ، نشرت جمعية تعزيز المعرفة المسيحية (SCPK) كتاب "إعادة تشكيل الطقوس" حول علماء الطقوس والمراجعة الليتورجية. حرّر ستيفنسون الكتاب، معلقًا في مقدمته على أن كومينغ وغيره من علماء الطقوس المعاصرين لم يكونوا مسؤولين فقط عن البحث في الممارسات التاريخية، بل أيضًا عن مراجعة الطقوس في الوقت الحاضر. كتب جراي تقديرًا لكومينغ على كتابه "الاحتفالي " الذي أشاد فيه بـ "سعة اطلاعه ومعرفته الموسوعية". قال جراي إن كتاب الخدمة البديلة "رسّخ" كومينغ وعمل اللجنة الليتورجية، مشيرًا إلى أن كومينغ قبل قرارات اللجنة رغم معارضته الشخصية، ولكنه في بعض الأحيان فاز أيضًا "في الجولة الثالثة أو الرابعة، وهي معركة يبدو أنها خاسرة في الجولة الأولى". كما تضمن كتاب " إعادة تشكيل الطقوس" قائمة ببليوغرافية جمعها ديفيد تريب لأعمال كومينغ.
كان ترنيمة "حمل الله" اللاتينية قد رافقت طقس الكسور في طقوس القرون الوسطى. أُزيل طقس الكسور من طقوس كنيسة إنجلترا في كتاب صلوات عام 1549، كما أُزيلت "حمل الله" من كتاب صلوات عام 1552. عادت الصلاة إلى الاستخدام الأنجليكاني في القرن التاسع عشر، وبدأت طقوس القرن العشرين الأنجليكانية في إعادة إدخال طقس الكسور. أنتج كومينغ ترجمة لترنيمة "حمل الله" لـ"ترجمته" الحديثة لصلاة التناول من السلسلة الثانية، والتي لا تزال مستخدمة على نطاق واسع. تمت اعتماد ترجمته من قبل المشاورة الدولية للنصوص الإنجليزية وخليفتها، المشاورة الليتورجية للغة الإنجليزية. تظهر أغنيةانجوس دي لكومينغ، والتي تضع اسم يسوع في بداية كل سطر، في كتاب الخدمة البديلة والعبادة المشتركة باعتبارها الترجمة الثانية الأقل تقليدية.
الحياة الشخصية
كان كومينغ متزوجًا من آن راشيل لوكاس وأنجب طفلين، ابنًا وابنة، وقد نجوا جميعًا الثلاثة منه. في أواخر حياته، كان جيفري كومينغ معروفًا بروح الدعابة واللحية الرمادية، لكن إعاقته الناجمة عن إصابة في زمن الحرب جعلته محدودًا بشكل متزايد فيما يمكنه فعله. توفي عن عمر يناهز 70 عامًا في ليلة 24 مارس 1988 في هيوستن، تكساس. قبل شهر، خضع كومينغ لجراحة مجازة شريانية ناجحة؛ وكان يناقش العودة إلى إنجلترا مع ابنته خلال الساعات التي سبقت وفاته. تم التخطيط لإقامة مراسم تذكارية في كل من هيوستن وأكسفورد، مع دفن رماده في الأخيرة.
إرث
أُنشئ منصب زميل جيفري كومينغ في الليتورجيا بجامعة دورهام. جُمعت هوية العبادة الأنجليكانية، وهي مجموعة من 17 مقالاً حررها ستيفنسون وسبينكس، تكريمًا له. التقى ستيفنسون وسبينكس في فعالية عام 1978 نظمها كومينغ وجراي. ضغط كومينغ على ستيفنسون لتأليف كتاب "بركة الزواج" حول طقوس الزواج، وهو كتاب وصفه سبينكس عند وفاة ستيفنسون عام 2011 بأنه "الدراسة الجادة الوحيدة حول هذا الموضوع الليتورجي".
كتب جراي تأملاً حول كومينغ في كتاب "لقد شكّلوا عبادتنا" الصادر عام ١٩٩٦ عن SPCK ونادي ألكوين تخليداً لذكرى علماء الليتورجيا الأنجليكان. أشاد جراي بكومينغ "باستعادة السمعة الدولية لعلم الليتورجيا الأنجليكانية" خلال السنوات العشرين الأخيرة من حياته. وأكد جراي على تأثير كومينغ في دعم علماء الليتورجيا الشباب، مشيراً إلى دوره في تأسيس جمعية الدراسات الليتورجية وانتخابه أول رئيس لها.

## الكتب

### كمحرر
- موسوعة موسيقى السجلات في العالم. لندن: سيدجووك وجاكسون بالتعاون مع شركة ديكا للتسجيلات. 1952. مع فرانسيس ف. كلوت.كتاب دورهام: كونه المسودة الأولى لمراجعة كتاب الصلاة المشترك في 1661. لندن: منشورات جامعة دورهام. 1961.
- المعتقدات والممارسات الشعبية: أوراق تمت قراءتها في الاجتماع الصيفي التاسع والاجتماع الشتوي العاشر لجمعية التاريخ الكنسي. كامبريدج: مطبعة جامعة كامبريدج. 1972.
- مع ديريك بيكر.قداس القديس مرقس. أورينتاليا كريستيان أنالكتا. المجلد 234. روما: المعهد الحبري الشرقي. 1990.

### كمؤلف
- تاريخ الطقوس الأنغليكانية (الطبعة الأولى). لندن: مطبعة سانت مارتن، ناشرين ماكميلان. 1969.تاريخ الطقوس الأنغليكانية (الطبعة الثانية). لندن: ناشرين ماكميلان.
- النظام الإلهي: نصوص ودراسات تتعلق بكتاب الصلاة المشتركة. مجموعة نادي ألكوين. المجلد 65. لندن: جمعية تعزيز المعرفة المسيحية، نادي ألكوين.

### الفصول والمقالات
- "الصيغة الإنجليزية: "نقدم هذا الخبز وهذه الكأس": 4". علم اللاهوت. 69 (556): 447–453. أكتوبر 1966.
- ."دافيس، جون غوردون، محرر. (1986). "الكتب، الطقوسية: 4. الأنجليكانية". قاموس نيو ويستمينستر للعبادة والطقوس. فيلادلفيا: ويستمينستر برس.ISBN 0-664-21270-0."
- كومنج، ج. (أبريل 1988). "الصلاة بعد المعمودية في "التقليد الرسولي": اعتبارات إضافية". مجلة الدراسات اللاهوتية. 39 (1): 117–199.